# Sobór Chrystusa Zbawiciela w Królewcu

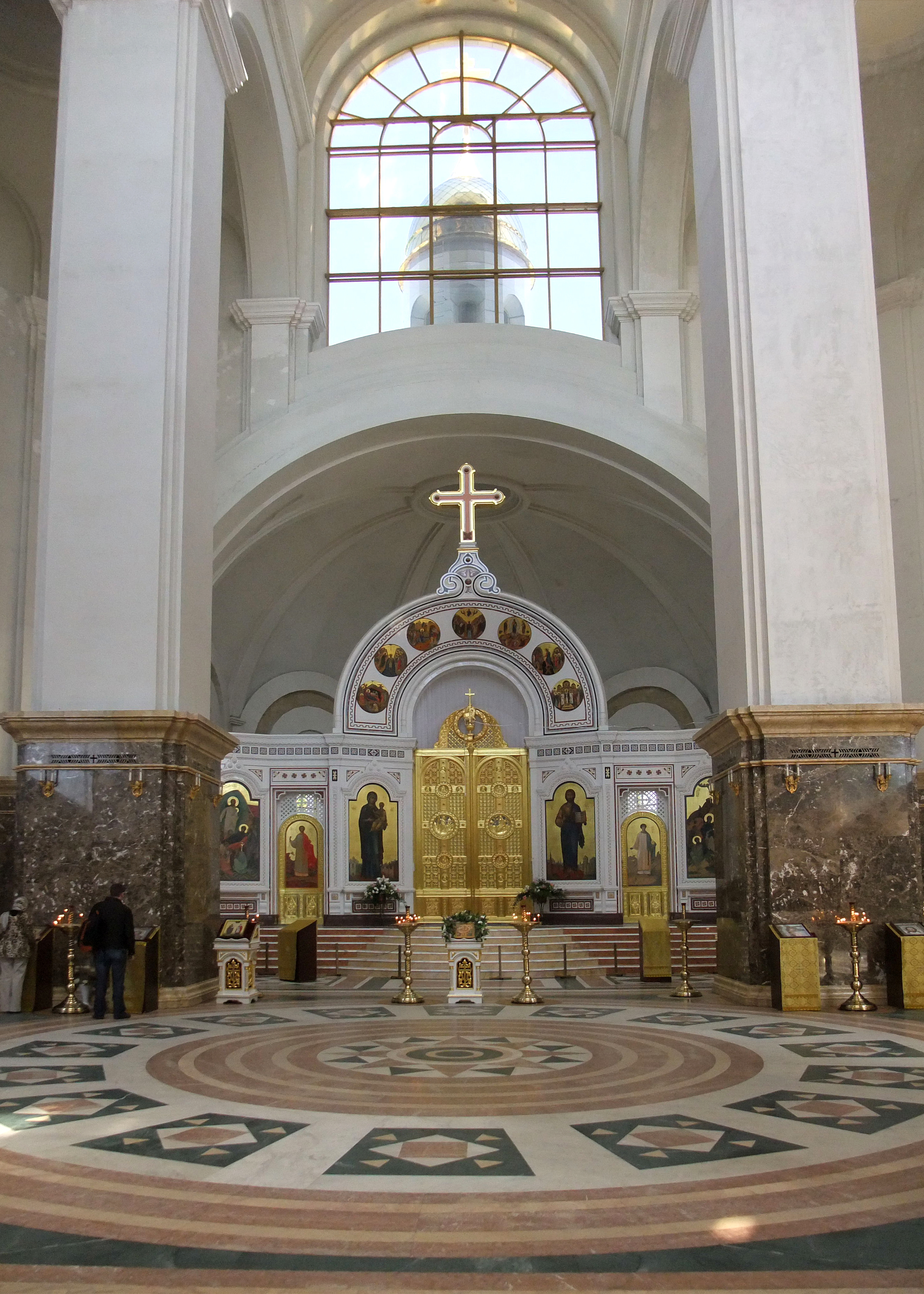
Ikonostas

Sobór Chrystusa Zbawiciela w Królewcu – prawosławny sobór w Królewcu, katedra eparchii kaliningradzkiej; należy do dekanatu Zaśnięcia Matki Bożej tejże eparchii.
Nazwa oficjalna brzmi: Sobór katedralny Chrystusa Zbawiciela w Królewcu (ros. Kafiedralnyj sobor Christa Spasitela goroda Kaliningrada – Kафедральный собор Христа Спасителя г. Калининграда). Wznosi się w samym centrum miasta, przy placu Pobiedy (plac Zwycięstwa; ros. płoszczad Pobiedy – площадь Победы; w Królewcu przed 1945 plac Hanzy – niem. Hansaplatz).
Świątynia jest też znana pod wezwaniem Narodzenia Pańskiego (ros. Рождества Христова).

## Historia
O lokalizacji zadecydowało referendum wśród mieszkańców. Kamień węgielny pod budowę i wysoki drewniany krzyż został poświęcony w 1995. 23 czerwca 1996 w obecności prezydenta Rosji Borysa Jelcyna umieszczono ziemię zaczerpniętą spod murów soboru katedralnego Chrystusa Zbawiciela w Moskwie. Konsekracji dokonał patriarcha Aleksy II 10 września 2006, w obecności prezydenta Władimira Putina.

## Architektura
Projekt w zmodernizowanym stylu bizantyjsko-ruskim sporządził miejscowy architekt Oleg Kopyłow, inspirując się średniowieczną architekturą Rusi Włodzimiersko-Suzdalskiej i bryłą zrekonstruowanego dziewiętnastowiecznego soboru o tym samym wezwaniu w Moskwie, największej cerkwi prawosławnej w świecie. Należy do najwyższych budowli miasta. Powstał na potężnym cokole ze schodami. Właściwa świątynia wznosi się na rzucie ośmioboku długości i szerokości 31 m, całkowita wysokość sięga 73 m. Wieńczą ją złocone kopuły: główna i cztery mniejsze. Symetria kompozycji podkreśla monumentalizm założenia. 
Sobór mieści 3000 osób. Nabożeństwa w dni powszednie odprawiane są w dolnej Świątyni Chwały Wojskowej (ru: Chram woinskoj sławy – Храм воинской славы), obliczonej na 400 miejsc.
Obok cerkwi znajdował się drewniany „mały sobór”, nawiązujący do tradycyjnej ludowej architektury rosyjskiej, wzniesiony (w zamierzeniu jako tymczasowy) w 1996. Został rozebrany w roku 2009, na jego miejscu wzniesiono kaplicę pw. śś. Piotra i Febronii.